# Ludność Tychów
Ludność Tychów na przestrzeni lat:
- 1955 – 26 585 mieszkańców
- 1960 – 49 914 mieszkańców (spis powszechny)
- 1961 – 53 900 mieszkańców
- 1962 – 56 600 mieszkańców
- 1963 – 59 500 mieszkańców
- 1964 – 62 400 mieszkańców
- 1965 – 63 912 mieszkańców
- 1966 – 64 800 mieszkańców
- 1967 – 67 300 mieszkańców
- 1968 – 68 400 mieszkańców
- 1969 – 69 800 mieszkańców
- 1970 – 71 500 mieszkańców (spis powszechny)
- 1971 – 72 794 mieszkańców
- 1972 – 74 900 mieszkańców
- 1973 – 82 500 mieszkańców
- 1974 – 84 500 mieszkańców
- 1975 – 135 611 mieszkańców (włączono Bieruń, Imielin, Lędziny, gminę Kobiór i gminę Wyry)
- 1976 – 139 700 mieszkańców
- 1977 – 142 400 mieszkańców (włączono gminę Bojszowy, odłączono Imielin)
- 1978 – 154 100 mieszkańców (spis powszechny)
- 1979 – 160 700 mieszkańców
- 1980 – 166 573 mieszkańców
- 1981 – 171 897 mieszkańców
- 1982 – 177 563 mieszkańców
- 1983 – 178 077 mieszkańców
- 1984 – 181 833 mieszkańców
- 1985 – 183 826 mieszkańców
- 1986 – 185 880 mieszkańców
- 1987 – 187 801 mieszkańców
- 1988 – 187 674 mieszkańców (spis powszechny)
- 1989 – 189 874 mieszkańców
- 1990 – 191 723 mieszkańców
- 1991 – 138 801 mieszkańców (odłączono Bieruń, Lędziny, gminę Bojszowy, gminę Kobiór i gminę Wyry)
- 1992 – 136 643 mieszkańców
- 1993 – 136 754 mieszkańców
- 1994 – 134 653 mieszkańców
- 1995 – 133 760 mieszkańców
- 1996 – 133 646 mieszkańców
- 1997 – 133 258 mieszkańców
- 1998 – 133 178 mieszkańców
- 1999 – 135 306 mieszkańców
- 2000 – 133 463 mieszkańców
- 2001 – 133 047 mieszkańców
- 2002 – 132 550 mieszkańców (spis powszechny)
- 2003 – 132 151 mieszkańców
- 2004 – 131 547 mieszkańców
- 2005 – 131 153 mieszkańców
- 2006 – 130 492 mieszkańców
- 2007 – 129 776 mieszkańców
- 2008 – 129 475 mieszkańców
- 2009 – 129 449 mieszkańców
- 2010 – 129 507 mieszkańców
- 2011 – 129 322 mieszkańców (spis powszechny)
- 2012 – 129 112 mieszkańców
- 2013 – 128 799 mieszkańców
- 2014 – 128 621 mieszkańców
- 2015 – 128 444 mieszkańców
- 2016 – 128 351 mieszkańców